# Dymitr Nosenko
Dymitr Nosenko – urzędnik, prezydent Włocławka w latach 1897–1901.